# Beowulf (serie de televisión)
Beowulf (también conocida como: Beowulf: Return to the Shieldlands) es una miniserie televisiva estadounidense transmitida desde el 3 de enero de 2016 y hasta el 20 de marzo del mismo año, a través de las cadenas ITV, STV y UTV.
La miniserie fue cancelada en marzo de 2016, tras finalizar su primera temporada, debido a los bajos índices de audiencia.

## Historia
La miniserie se centra en las aventuras del mítico guerrero nórdico Beowulf.

## Reparto[1]

### Personajes principales
| Actor                      | Personaje                                | Episodios | Duración |
| -------------------------- | ---------------------------------------- | --------- | -------- |
| Kieran Bew Jack Hollington | Beowulf (de grande) Beowulf (de pequeño) | 13 4      | 2016     |
| Joanne Whalley             | Rheda                                    | 13        | 2016     |
| Ed Speleers George Kent    | Slean (de grande) Slean (de pequeño)     | 13 4      | 2016     |
| Gisli Orn Gardarsson       | Breca                                    | 13        | 2016     |
| Edward Hogg                | Var                                      | 13        | 2016     |
| Laura Donnelly             | Elvina                                   | 13        | 2016     |
| Elliot Cowan               | Abrican, el barón de Bregan              | 13        | 2016     |
| Lolita Chakrabarti         | Lila                                     | 12        | 2016     |
| William Hurt               | Hrothgar, el barón de Herot              | 5         | 2016     |

### Personajes recurrentes
| Actor               | Personaje                      | Episodios | Duración |
| ------------------- | ------------------------------ | --------- | -------- |
| Ellora Torchia      | Vishka                         | 12        | 2016     |
| Jack Rowan          | Brinni                         | 11        | 2016     |
| Holly Earl          | Kela                           | 7         | 2016     |
| David Ajala         | Rate                           | 6         | 2016     |
| Liam Ainsworth      | Draven                         | 5         | 2016     |
| Kirsty Oswald       | Sylvi                          | 5         | 2016     |
| Lee Boardman        | Hane                           | 5         | 2016     |
| Allison McKenzie    | Arla                           | 5         | 2016     |
| Ian Puleston-Davies | Lagathorn, el barón de Banning | 5         | 2016     |
| Ashley Thomas       | Gil                            | 5         | 2016     |
| Alex Price          | Koll                           | 4         | 2016     |
| Jack Smith          | Red                            | 4         | 2016     |
| Keith Dunphy        | Vlade                          | 4         | 2016     |
| Emmett J. Scanlan   | Skellan                        | 4         | 2016     |
| Itoya Osagiede      | Tam                            | 3         | 2016     |
| Joey Ansah          | Argat                          | 3         | 2016     |
| Grégory Fitoussi    | Razzak                         | 3         | 2016     |
| David Harewood      | Scorann                        | 2         | 2016     |
| Ace Bhatti          | Harken                         | 2         | 2016     |
| Joe Sims            | Greff                          | 2         | 2016     |
| Douglas Russell     | Axel                           | 2         | 2016     |
| Adrian Palmer       | Bregan                         | 2         | 2016     |
| David Bradley       | Gorrik                         | 1         | 2016     |
| Nigel Cooke         | Bayen                          | 1         | 2016     |
| Richard Brake       | Arak                           | 1         | 2016     |
| Richard Bremmer     | Gorrik                         | 1         | 2016     |
| Kezia Burrows       | Dayna                          | 1         | 2016     |
| Olivia Chenery      | Mara                           | 1         | 2016     |
| Sam Hoare           | Rowan                          | 1         | 2016     |
| Samuel Edward-Cook  | Vorhelm                        | 1         | 2016     |
| Susan Aderin        | Kendra                         | 1         | 2016     |

## Producción
La serie fue estrenada el 3 de enero de 2016 en el Reino Unido y el 23 de enero de 2016 en Estados Unidos. 
La serie contó con los directores Jon East, Julian Holmes, Marek Losey, Stephen Woolfenden y Kerric Macdonald. También contó con los escritores James Dormer y Michael A. Walker.
Contó con el productor Stephen Smallwood, los productores ejecutivos James Dormer, Tim Haines y Katie Newman; con la participación del coproductor ejecutivo Steve Frost, del productor de línea Will Nicholson y la supervisora de producción Victoria Fea.